# Koko Darkuncoro
Koko Prasetyo Darkuncoro (Jakarta, 2 oktober 1981) is een voormalig, Indonesisch beachvolleyballer. Hij is viervoudig Aziatisch kampioen en won in 2002 zilver bij de Aziatische Spelen.

## Carrière

### 2002 tot en met 2005
Darkuncoro debuteerde in 2002 in de FIVB World Tour aan de zijde van Agus Salim met wie hij tot en met 2005 een team zou vormen; ze namen in juni deel aan de toernooien in Berlijn en Gstaad. Bij de Aziatische kampioenschappen in augustus in Yingkou verloren ze de wedstrijd om het brons in drie sets van het Chinese duo Teng Maomin en Zhao Chicheng. Vervolgens wonnen ze bij de Aziatische Spelen in Busan de zilveren medaille nadat het Japanse tweetal Katsuhiro Shiratori en Satoshi Watanabe in de finale te sterk was. Het jaar daarop speelden Darkuncoro en Salim twee wedstrijden in de World Tour en namen ze in december deel aan de Zuidoost-Aziatische Spelen in Hanoi, waar ze ten koste van de Vietnamezen Cao Bao Quốc en Phạm Ba Trung de gouden medaille veroverden.
In 2004 won Darkuncoro – die destijds aan de Widya Mataram-universiteit in Yogyakarta studeerde – met Andy Ardiyansah de titel bij de wereldstudentenkampioenschappen beachvolleybal in Songkhla tegen het Franse duo Sebastien Filisetti en Denis Damez. Het tweetal behaalde bij de Aziatische kampioenschappen in Lianyungang vervolgens een vijfde plaats. Het daaropvolgende seizoen werd Darkuncoro met Salim in Songkhla voor de eerste keer Aziatisch kampioen; ze wonnen de finale van de Nieuw-Zeelanders Jason Lochhead en Kirk Pitman in twee sets. Bij de Zuidoost-Aziatische Spelen in Manilla eindigden ze na de verloren van finale tegen hun landgenoten Ardiyansah en Rama Supriadi als tweede. Daarnaast waren ze actief op twee toernooien in de World Tour.

### 2006 tot en met 2011
Van 2006 tot en met 2011 vormde Darkuncoro een team met Ardiyansah. In maart 2006 won het duo op Kish de Aziatische titel ten koste van de Kazachen Aleksandr Djatsjenko en Aleksej Koelinitsj. In de World Tour namen ze deel aan vier toernooien met een vijf-en-twintigste plek in Espinho als beste resultaat. Aan het einde van het jaar eindigden ze bij de Aziatische Spelen in Doha op de vierde plaats nadat ze de troostfinale van Salim en Supriadi hadden verloren. Het seizoen daarop prolongeerden Darkuncoro en Ardiyansah in Songkhla in drie sets hun continentale titel tegen het Chinese tweetal Gao Fangtian en Han Shengwei. Bij de Zuidoost-Aziatische Spelen eind december in Nakhon Ratchasima wonnen ze eveneens de gouden medaille, ditmaal ten koste van het Thaise tweetal Sataporn Sawangrueang en Borworn Yungtin. Daarnaast kwam het duo bij vier toernooien in de World Tour niet verder dan driemaal een drieëndertigste plek.
In april 2008 prolongeerde Darkuncoro in Haiderabad voor de laatste keer – en vierde maal op rij – de Aziatische titel. Darkuncoro en Ardiyansah waren in de finale opnieuw te sterk voor Gao en Han. In oktober dat jaar behaalde het duo in eigen land ook de gouden medaille bij de eerste editie van de Aziatische Strandspelen; in Sanur op Bali was het tweetal in de finale te sterk voor Djatsjenko en Koelinitsj. In december won Darkuncoro met Suratna bovendien het beachvolleybaltoernooi bij de ASEAN University Games. In december 2009 behaalde hij met Ardiyansah de overwinning bij de Zuidoost-Aziatische Spelen in Vientiane. Een week later deed hij met Suratna deel aan de Aziatische kampioenschappen in Haikou, waar ze tegen Sawangrueang en Yungtin niet verder kwamen dan de achtste finale. Het daaropvolgende seizoen speelde Darkuncoro met Ardiyansah drie wedstrijden in het mondiale circuit en behaalde hij de tweede plaats bij de Aziatische kampioenschappen achter Xu Linyin en Wu Penggen. Bij de Aziatische Strandspelen in Masqat kwam Darkuncoro met Dian Putra Santosa niet verder dan kwartfinale tegen het Omaanse duo Haitham al-Shereiqi en Ahmed al-Housni. In november 2011 prolongeerden Darkuncoro en Ardiyansah in Palembang hun titel bij de Zuidoost-Aziatische Spelen.

### 2012 tot en met 2018
Het jaar daarop won Darkuncoro met Ade Rachmawan in Haiyang de gouden medaille bij de Aziatische Strandspelen door de Kazachen Dmitri Jakovlev en Aleksej Koelesjov in de finale te verslaan. Daarnaast namen ze deel aan de Aziatische kampioenschappen in Haikou, waar ze de bronzen medaille veroverden ten koste van de Iraniërs Parviz Farrokhi en Aghmohammad Salagh. In 2013 won het duo de zilveren medaille bij de Islamitische Solidariteitsspelen in eigen land achter Badr al-Subhi en Hassan al-Balushi uit Oman. In 2014 bereikten Darkuncoro en Rachmawan de kwartfinale van de continentale kampioenschappen in Jinjiang waar de Australiërs Isaac Kapa en Christopher McHugh in twee sets te sterk waren. Bij de Aziatische Spelen in Incheon eindigden ze op plek vier nadat ze de troostfinale van het Chinese duo Bao Jian en Ha Likejiang hadden verloren. Bij de Aziatische Strandspelen in Phuket won het duo de gouden medaille ten koste van het Iraanse tweetal Saber Houshmand en Bahman Salemi. In 2018 speelde Darkuncoro met Danangsyah Pribadi twee wedstrijden in de World Tour; met een vijfde plaats in Aalsmeer behaalde Darkuncoro zijn hoogste klassering in de mondiale competitie.

## Palmares
- 2002:  Aziatische Spelen
- 2003:  Zuidoost-Aziatische Spelen
- 2005:  AK
- 2005:  Zuidoost-Aziatische Spelen
- 2006:  AK
- 2007:  AK
- 2007:  Zuidoost-Aziatische Spelen
- 2008:  AK

- 2008:  Aziatische Strandspelen
- 2009:  Zuidoost-Aziatische Spelen
- 2010:  AK
- 2011:  Zuidoost-Aziatische Spelen
- 2012:  Aziatische Strandspelen
- 2012:  AK
- 2013:  Islamitische Solidariteitsspelen
- 2014:  Aziatische Strandspelen